# Белобрюхая желна
Белобрю́хая желна́ (лат. Dryocopus javensis) — вид птиц семейства дятловых.

## Описание
Крупный вид азиатских видов дятлов, достигает длины 40—48 см и массы от 197 до 347 г. Верхняя часть тела, включая крылья и хвост, и нижняя часть тела от подбородка до нижней части груди чёрные. Брюхо белое. У самцов шапочка красная, на щеках и бороде красные полосы. Радужная оболочка жёлтая, клюв чёрный или серовато-чёрный, ноги тёмно-серые или синевато-серые.
Призыв этого дятла звучит как «кюаав» и напоминает громкий смех. Барабанная дробь этого вида очень громкая, что даже заглушает барабанную дробь других видов дятла.

## Распространение
Белобрюхая желна распространена в густых лесах Западных Гат в Индии, в Китае, Малайзии, на Больших Зондских островах, Филиппинах и в Корее. Жизненное пространство белобрюхой желны — это мангры или леса (большей частью еловые, сосновые и каштановые) на высоте более 1000 м над уровнем моря.
Гнёзда устраивают в больших, погибших деревьях, часто рядом с реками.

## Подвиды
Выделяют 15 подвидов:
- Dryocopus javensis cebuensis (Kennedy, 1987)
- Dryocopus javensis confusus (Stresemann, 1913)
- Dryocopus javensis esthloterus Parkes, 1971
- Dryocopus javensis feddeni (Blyth, 1863)
- Dryocopus javensis forresti Rothschild, 1922
- Dryocopus javensis hargitti (Sharpe, 1884)
- Dryocopus javensis hodgsonii (Jerdon, 1840)
- Dryocopus javensis javensis (Horsfield, 1821)
- Dryocopus javensis mindorensis (Steere, 1890)
- Dryocopus javensis multilunatus (McGregor, 1907)
- Dryocopus javensis parvus (Richmond, 1902)
- Dryocopus javensis pectoralis (Tweeddale, 1878)
- Dryocopus javensis philippinensis (Steere, 1890)
- Dryocopus javensis richardsi Tristram, 1879 — редкий подвид, обитающий в Корее
- Dryocopus javensis suluensis (W. Blasius, 1890)